# Ludwigia densiflora
Ludwigia densiflora är en dunörtsväxtart som först beskrevs av Marc Micheli, och fick sitt nu gällande namn av Hiroshi Hara. Ludwigia densiflora ingår i släktet ludwigior, och familjen dunörtsväxter. Inga underarter finns listade i Catalogue of Life.